# 山间地杨梅
山间地杨梅（学名：Luzula multiflora），又名多花地杨梅，为灯心草科地杨梅属下的一个种。其种加词“multiflora”意为“多花的”。